# Uttenkofen
Uttenkofen ist ein Gemeindeteil der Gemeinde Stephansposching im niederbayerischen Landkreis Deggendorf. Geografisch gesehen liegt das Dorf in der Kornkammer Bayerns, dem so genannten Gäuboden.

## Geschichte
Nach wissenschaftlichen Untersuchungen (Bayerisches Landesamt für Denkmalpflege) und internen Daten des Klosters Metten lagen wahrscheinlich die Gräber der Klostergründer des bereits erwähnten Klosters in dieser Ortschaft. Ebenso wurden einige Relikte aus dem römischen Zeitalter, der mittleren Bronzezeit, der jüngeren Urnenfelderzeit, der Hallstattzeit und der späten Latènezeit um und in Uttenkofen gefunden, die im Deggendorfer Museum zu besichtigen sind.
Im Zuge der Enteignung von Kirchengut wurden auch einige Nebenkirchen der Pfarrei Michaelsbuch zerstört. Während alle übrigen Kirchen und Kapellen gerettet werden konnten, fiel die St.-Georgs-Kirche in Uttenkofen dem Raubbau zum Opfer. Jahrzehnte später bot ein Landwirt aus Uttenkofen an, die Kirche wieder errichten zu lassen. Der damalige Pfarrer entschied sich anstelle eines Wiederaufbaus für ein Kreuz, das sog. Retzerkreuz, aufgestellt zwischen Michaelsbuch und Uttenkofen, geweiht am 15. August 1857.
Uttenkofen hat etwa 50 Einwohner.

## Allgemeines
In Uttenkofen befindet sich eine Niederschlagsstation, die Wetterdaten ermittelt und abspeichert. Diese Wetterstation ist im Besitz der Landesanstalt für Landwirtschaft.
Uttenkofen war noch in den 1940er Jahren eine ausschließlich landwirtschaftlich und viehwirtschaftlich geprägte Ortschaft (7 landwirtschaftliche Betriebe). Heute bewirtschaften nur noch  Großgrundbesitzer hauptberuflich ihre Flächen (2 Landwirte). Des Weiteren werden  Landessortenversuche mit mittelfrühen bis späten Wirtschaftskartoffeln durchgeführt.
In der Nähe der Ortschaft liegt ein Baggersee, der von einer regionalen Firma ausgehoben wurde, um Kies abzubauen.